# Cheater (bài hát)
"Cheater" là một bài hát được sáng tác bởi Michael Jackson và Greg Phillinganes, và dự đinh đưa vào album phòng thu thứ 7 của Jackson Dangerous (1991), nhưng cuối cùng đã không thành hiện thực mà không rõ lý do. Bài hát sau đó được phát hành vào ngày 16 tháng 11 năm 2004 trong album The Ultimate Collection.

## Danh sách bài hát
- Tải kĩ thuật số[6]

1. "Cheater" (Demo) – 5:08

- Đĩa quảng cáo tại châu Âu[7]

1. "Cheater" (Radio) – 3:58

- Đĩa 12" tại Vương quốc Anh[8]

1. "Cheater" (Demo) – 5:09
2. "One More Chance" (R. Kelly Remix) – 3:50